# .pk
Pour les articles homonymes, voir PK.
.pk est le domaine de premier niveau national (country code top level domain : ccTLD) réservé au Pakistan.  Il est introduit le 3 juin 1992 et est administré par PKNIC (Pakistan Network Information Center).

## Historique
Après son lancement, les domaines ne pouvaient initialement être enregistrés qu'en dessous de 13 domaines de second niveau, dont seulement six étaient utilisables par le grand public. Ce n'est qu'en 2005 que la possibilité d'enregistrer des domaines directement sous .pk a été introduite. Ce changement a été précédé d'une période dite de transition au cours de laquelle les titulaires d'une marque enregistrée avant janvier 2005 pouvaient sécuriser leurs domaines. Les termes génériques de langue anglaise n'étaient pas autorisés à cet usage.
L'autorité d'attribution PKNIC est une entreprise américaine qui, au départ, n'avait pas de bureau au Pakistan et ne plaçait pas de serveurs de noms dans le pays. Ce n'est qu'en 2009 que PKNIC a ouvert un bureau à Lahore sur instruction de l'autorité nationale des télécommunications. Selon les experts, cela devait garantir l'influence du Pakistan sur le domaine de premier niveau. Contrairement à d'autres domaines de premier niveau de pays islamiques, le .pk n'est pas soumis à des restrictions particulières, de sorte que des domaines tels que casino.pk ou dating.pk sont également autorisés.
.

## Catégories de domaine
Tous les nouveaux domaines enregistrés sous . pk doivent appartenir à l'un des domaines de deuxième ou troisième niveau suivants.
| Domaine | Demandeur éligible                                                           |
| ------- | ---------------------------------------------------------------------------- |
| .pk     | Disponible à toute personne, particuliers ou entités locales ou étrangères   |
| .com.pk | Entités commerciales enregistrées au Pakistan                                |
| .org.pk | Organisations à but non lucratif                                             |
| .net.pk | Prestataires de services réseau                                              |
| .edu.pk | Instituts éducatifs                                                          |
| .res.pk | Instituts de recherches                                                      |
| .gov.pk | Ministères fédéraux du gouvernement du Pakistan                              |
| .mil.pk | Forces armées pakistanaises                                                  |
| .gok.pk | Ministères territoriaux et départements du gouvernement de l'Azad Cachemire  |
| .gob.pk | Ministères provinciaux et départements du gouvernement du Baloutchistan      |
| .gkp.pk | Ministères provinciaux et départements du gouvernement du Khyber Pakhtunkhwa |
| .gop.pk | Ministères provinciaux et départements du gouvernement du Pendjab            |
| .gos.pk | Ministères provinciaux et départements du gouvernement du Sind               |
| .gog.pk | Ministères provinciaux et départements du gouvernement du Gilgit-Baltistan   |
| .ltd.pk | Sociétés à responsabilité limitée                                            |
| .web.pk | Sites web individuels                                                        |
| .fam.pk | Familles et individus                                                        |
| .biz.pk | Affaires générales, promotionnelles                                          |

## Domaine ourdou
En 2011, un nouveau domaine de premier niveau a été enregistré pour le Pakistan, destiné aux noms de domaine en langue locale. Le nom de domaine, پاکستان., a été approuvé par le conseil d'administration de l'Internet Corporation for Assigned Names and Numbers (ICANN) le 7 janvier 2011, pour représenter le Pakistan en caractères perso-arabe. Le 4 février 2011, le nom de domaine پاکستان. est délégué au ministère de l'Information technologique et des télécommunications et la zone a été ajoutée aux serveurs racine en février 2017.